# 広域捜査官楠錬三郎
『広域捜査官楠錬三郎』（こういきそうさかんくすのきれんざぶろう）は、2000年から2003年にテレビ朝日系「土曜ワイド劇場」で放送されたテレビドラマシリーズ。全3回。主演は萩原健一。

## キャスト

### 主要人物
楠錬三郎
演 - 萩原健一
警視庁広域捜査官の巡査部長。
草薙安子
演 - 麻生祐未（第1作・第2作）
警視庁広域捜査官の警部。楠の上司。
佐伯裕一
演 - 阿藤快 ← 阿藤海（第2作・第3作）
警察庁広域捜査官室の室長。
西尾日出子
演 - 阿知波悟美（第1作） → 安田ひろみ（第2作） → 阿知波悟美（第3作）
警視庁広域捜査課の事務員。

### ゲスト
第1作『鳴門海峡連続殺人! 犯人はうず潮に投身自殺!? 現金輸送車強奪事件の謎』（2000年）
- 武井邦彦（警視庁広域捜査官の警視・楠の上司） - 篠塚勝
- 船越（歌舞伎町署の刑事） - 長倉大介
- 稲村（山梨県警の刑事） - 清水宏
- 橋爪龍之介（強盗殺人の容疑者） - 草薙良一
- 徳島県警刑事 - 広井純
- 田代の妻 - 吉宮君子
- 田代勝男（喫茶店経営者） - 柚原旬
- 武井の通訳 - 堀ひろこ
- 富樫美佐恵（真由美の母） - 絵沢萠子
- 橋爪の女 - 水谷ケイ
- 峰岸一也（友佳里の婚約者） - 中山和記
- 高瀬勝（バーテンダー） - 中野剛
- 鈴村耕二（配送業者） - 浜田大介
- 歌舞伎町署刑事 - 井上康
- ラブホテルの客 - 富澤涼二
- 堀内美子（友佳里の友人） - 池田昌子
- 富樫友佳里（真由美の姉・1ヶ月前に死亡） - 若山幸子
- 志村祐一（真由美の客・東西銀行神田支店勤務） - 中原丈雄
- 富樫真由美（ホステス） - 細川直美
- 栗本修次、松永久仁彦、栗田真由子、大沢まり、宮井里奈、宮崎真衣、宮崎祐衣

第2作『札幌定山渓～長崎平戸 シングルマザー連続殺人! 折鶴と死体に秘められた殺意の謎』（2002年）
- 東条恵利子（デザイナー） - 杉本彩
- 中里留美（ブライダルプランナー） - 越智静香
- 河原（平戸署の刑事） - 緒形幹太
- 山口（ホテル清掃員・留美の知人） - 草薙幸二郎
- 平石琴乃（イベント会社経営者） - 那須佐代子
- 新宿北署刑事 - 石沢徹
- 結婚式場従業員 - ひがし由貴
- 琴乃が経営する会社の取引先の部長 - 久富惟晴
- 高志が預けられている養護施設の園長 - 名取幸政
- デザイン専門学校教師 - 山本与志恵
- 春川美奈代（琴乃が経営する会社の社員） - 日高ひとみ
- 小岩井（南署の刑事） - 掛田誠
- 曽根久美子（保険外交員） - 島村陽子
- おばあさん - 森康子
- 主婦 - 曽川留三子
- 梶原真人（梶原の息子） - 福田大地（幼少期：長尾伎良斗）
- 平石里奈（琴乃の娘） - 磯沙智代
- 曽根高志（久美子の息子） - 伊藤凜太郎
- 島村（あけぼの学園の園長） - 宇津宮雅代
- 東条守（恵利子の夫・心療内科医） - 江藤潤
- 梶原文人（守の患者） - 松崎しげる
- 吾妻香彦、永利靖、金崎鳳里、元木千草、堀井秀子、アデイトレックス・アンジェリィ、杉山楓純、並松紀子、前島晴香、桜川明子

第3作『整形美男美女連続殺人! 3＋1＝3? 立体パズルの謎』（2003年）
- 的場貴美子（化粧品会社「プルシェーラ」社長） - かとうかずこ
- 橘（代官山署の刑事） - 井上晴美
- 戸田尚輝（芳美の婚約者） - 緒形幹太
- 柏原（代官山署の刑事課長） - 宗方勝巳
- 平松典子 - 矢代朝子
- 的場大二郎（貴美子の父） - 山田明郷
- 塚原（介護施設入居者） - 池田道枝
- 蒼井（元整形外科医） - 信太昌之
- ホテルの女将 - 芦川よしみ
- 喫茶店店主 - 大島蓉子
- 警視庁広域捜査課の事務員 - 田中沙斗子
- 白井美穂子（結婚式場経営者） - 若山幸子
- 川辺芳美（生花店「クローチェ」経営者） - 平山さとみ
- 沢田米子（宮城県警志津川西署刑事） - つるぎみゆき
- 高瀬浩司（「プルシェーラ」専務） - 風間トオル
- 高橋美穂、福澄美緒、三橋潔、平沢昭乃、寺田奈美江、市村直樹、河田義市、赤嶺寿乃、桑畑寧亜、松田祐子、森山琉衣、佐藤勝久、湯山清枝、たけはなひとみ、酒井典子、佐藤まき、水戸真奈美、藤家さっこ

## スタッフ
- 原作 - 福田洋
- 脚本 - 深沢正樹
- 監督 - 池田敏春、岡本弘、中野昌宏
- プロデューサー - 笠谷智之、松本健
- 制作 - テレビ朝日、C.A.L

## 放送日程
| 話数 | 放送日        | サブタイトル                                                                | 脚本     | 監督     |
| ---- | ------------- | --------------------------------------------------------------------------- | -------- | -------- |
| 1    | 2000年10月7日 | 鳴門海峡連続殺人! 犯人はうず潮に投身自殺!? 現金輸送車強奪事件の謎           | 深沢正樹 | 池田敏春 |
| 2    | 2002年5月25日 | 札幌定山渓～長崎平戸 シングルマザー連続殺人! 折鶴と死体に秘められた殺意の謎 | 深沢正樹 | 岡本弘   |
| 3    | 2003年8月30日 | 整形美男美女連続殺人! 3＋1＝3? 立体パズルの謎                               | 深沢正樹 | 中野昌宏 |